# Elecciones al Senado de los Estados Unidos de 2018
Las elecciones al Senado de los Estados Unidos se llevaron a cabo el 6 de noviembre de 2018, con 33 de los 100 escaños en el Senado que se disputan en elecciones regulares y 2 escaños (Minnesota y Misisipi) que se disputan en una elección especial. Los ganadores cumplirán mandatos de seis años desde el 3 de enero de 2019 hasta el 3 de enero de 2025. Actualmente, los demócratas tuvieron 24 escaños para las elecciones, así como los escaños de dos independientes que se reúnen con ellos. Los republicanos tuvieron nueve escaños para las elecciones. Los asientos para las elecciones regulares en 2018 fueron los últimos elegidos en 2012. Además, se programarán elecciones especiales si ocurren vacantes, como ya sucedió en Minnesota y Misisipi. Después de las elecciones de 2016, algunos funcionarios electorales estatales trataron de actualizar los sistemas de votación a tiempo para estas elecciones. Los republicanos arrebataron a los demócratas los escaños de Indiana, North Dakota, Misuri y Florida, a su vez los demócratas arrebataron Nevada y Arizona a los republicanos, lo que a su vez ha dejado una ganancia neta de 2 escaños a favor de los republicanos.
Las elecciones a la cámara de representantes, las elecciones a los 39 gobernantes y otras elecciones estatales y locales también se llevaron a cabo en esta fecha.

## Cambios en los senadores

### Titulares retirados
| Estado    | Senador     | Senador     | Sustituido por   | Sustituido por |
| Estado    | Nombre      | Partido     | Nombre           | Partido        |
| --------- | ----------- | ----------- | ---------------- | -------------- |
| Arizona   | Jeff Flake  | Republicano | Kyrsten Sinema   | Demócrata      |
| Tennessee | Bob Corker  | Republicano | Marsha Blackburn | Republicano    |
| Utah      | Orrin Hatch | Republicano | Mitt Romney      | Republicano    |

### Titulares que perdieron
| Estado           | Senador          | Senador         | Sustituido por | Sustituido por |
| Estado           | Nombre           | Partido         | Nombre         | Partido        |
| ---------------- | ---------------- | --------------- | -------------- | -------------- |
| Dakota del Norte | Heidi Heitkamp   | Demócrata (NPL) | Kevin Cramer   | Republicano    |
| Florida          | Bill Nelson      | Demócrata       | Rick Scott     | Republicano    |
| Indiana          | Joe Donnelly     | Demócrata       | Mike Braun     | Republicano    |
| Misuri           | Claire McCaskill | Demócrata       | Josh Hawley    | Republicano    |
| Nevada           | Dean Heller      | Republicano     | Jacky Rosen    | Demócrata      |

## Resultados
Los candidatos y senadores electos por estado fueron:
|  | 47.61 % |

|  | 49.96 % |

|  | 2.43 % |

|  | 54.16 % |

|  | 45.84 % |

|  | 39.35 % |

|  | 59.53 % |

|  | 1.13 % |

|  | 55.11 % |

|  | 44.27 % |

|  | 0.63 % |

|  | 37.82 % |

|  | 59.95 % |

|  | 2.21 % |

|  | 50.05 % |

|  | 49.93 % |

|  | 0.01 % |

|  | 28.85 % |

|  | 71.15 % |

|  | 50.73 % |

|  | 44.84 % |

|  | 4.42 % |

|  | 35.23 % |

|  | 10.45 % |

|  | 54.31 % |

|  | 30.31 % |

|  | 64.86 % |

|  | 4.84 % |

|  | 36.17 % |

|  | 60.34 % |

|  | 3.49 % |

|  | 45.76 % |

|  | 52.26 % |

|  | 1.98 % |

|  | 36.21 % |

|  | 60.31 % |

|  | 3.48 % |

|  | 42.35 % |

|  | 52.97 % |

|  | 4.68 % |

|  | 58.49 % |

|  | 39.47 % |

|  | 2.04 % |

|  | 53.63 % |

|  | 46.37 % |

|  | 51.38 % |

|  | 45.57 % |

|  | 3.05 % |

|  | 46.78 % |

|  | 50.33 % |

|  | 2.88 % |

|  | 57.69 % |

|  | 38.62 % |

|  | 3.70 % |

|  | 45.38 % |

|  | 50.41 % |

|  | 4.20 % |

|  | 42.83 % |

|  | 54.01 % |

|  | 3,17 % |

|  | 32.98 % |

|  | 66.96 % |

|  | 0.06 % |

|  | 30.53 % |

|  | 54.09 % |

|  | 15.38 % |

|  | 46.57 % |

|  | 53.41 % |

|  | 0.02 % |

|  | 42.60 % |

|  | 55.73 % |

|  | 1.67 % |

|  | 38.33 % |

|  | 61.44 % |

|  | 0.22 % |

|  | 54.71 % |

|  | 43.92 % |

|  | 1.38 % |

|  | 50.89 % |

|  | 48.33 % |

|  | 0.78 % |

|  | 62.59 % |

|  | 30.91 % |

|  | 6.51 % |

|  | 27.44 % |

|  | 67.36 % |

|  | 5.19 % |

|  | 41 % |

|  | 57 % |

|  | 2 % |

|  | 46.26 % |

|  | 49.57 % |

|  | 4.17 % |

|  | 41.48 % |

|  | 58.31 % |

|  | 0.21 % |

|  | 44.53 % |

|  | 55.36 % |

|  | 0.11 % |

|  | 66.96 % |

|  | 30.10 % |

|  | 2.94 % |

### Elecciones más ajustadas
Doce elecciones tuvieron un margen de victoria inferior al 10%: 
| Estado              | Partido del ganador    | Margen |
| ------------------- | ---------------------- | ------ |
| Arizona             | Demócrata (Ganancia)   | 2,35%  |
| California          | Demócrata              | 8,32%  |
| Florida             | Republicano (Ganancia) | 0,12%  |
| Indiana             | Republicano (Ganancia) | 5,89%  |
| Míchigan            | Demócrata              | 6,50%  |
| Misisipi (especial) | Republicano            | 7,26%  |
| Misuri              | Republicano (Ganancia) | 5,81%  |
| Montana             | Demócrata              | 3,55%  |
| Nevada              | Demócrata (Ganancia)   | 5,03%  |
| Ohio                | Demócrata              | 6,84%  |
| Texas               | Republicano            | 2,56%  |
| Virginia Occidental | Demócrata              | 3,31%  |

## Arizona
|  | 49.96 % |

|  | 47.61 % |

|  | 2.41 % |

|  | 0.02 % |

## California
Se usó el método de primaria general no partidista y se realizó una primaria en la que todos los candidatos compiten el 5 de junio y los dos primeros pasaron a las elecciones del 6 de noviembre, siendo ambos candidatos que pasaron las primarias afiliadas del partido demócrata.
|  | 54.16 % |

|  | 45.84 % |

## Connecticut
|  | 59.53 % |

|  | 39.35 % |

|  | 0.64 % |

|  | 0.48 % |

|  | 0.01 % |

## Dakota del Norte
|  | 55.11 % |

|  | 44.27 % |

|  | 0.63 % |

## Delaware
|  | 59.95 % |

|  | 37.82 % |

|  | 1.15 % |

|  | 1.08 % |

|  | 0 % |

## Florida
|  | 50.05 % |

|  | 49.93 % |

|  | 0.01 % |

## Hawái
|  | 71.15 % |

|  | 28.85 % |

## Indiana
|  | 50.73 % |

|  | 44.84 % |

|  | 4.42 % |

|  | 0 % |

## Maine
|  | 54.31 % |

|  | 35.23 % |

|  | 10.45 % |

|  | 0.01 % |

## Maryland
|  | 64.86 % |

|  | 30.31 % |

|  | 3.74 % |

|  | 1 % |

|  | 0.10 % |

## Massachusetts
|  | 60.34 % |

|  | 36.17 % |

|  | 3.39 % |

|  | 0.10 % |

## Michigan
|  | 52.26 % |

|  | 45.76 % |

|  | 0.95 % |

|  | 0.64 % |

|  | 0.39 % |

|  | 0 % |

## Minnesota
|  | 60.31 % |

|  | 36.21 % |

|  | 2.55 % |

|  | 0.89 % |

|  | 0.04 % |

## Minnesota (especial)
|  | 52.97 % |

|  | 42.35 % |

|  | 3.70 % |

|  | 0.94 % |

|  | 0.04 % |

## Misisipi
|  | 58.49 % |

|  | 39.47 % |

|  | 1.39 % |

|  | 0.65 % |

## Misisipi (especial)
Oficialmente, las elecciones fueron apartidistas, así que todos los candidatos en el boleto no tenían ningún partido asociado, aunque aquí se muestra el partido con el que estaban afiliados los candidatos en el momento de las elecciones.

### Primera vuelta
|  | 41.25 % |

|  | 40.90 % |

|  | 16.38 % |

|  | 1.47 % |

### Segunda vuelta
|  | 53.63 % |

|  | 46.37 % |

## Misuri
|  | 51.38 % |

|  | 45.57 % |

|  | 1.41 % |

|  | 1.12 % |

|  | 0.52 % |

|  | 0 % |

## Montana
|  | 50.33 % |

|  | 46.78 % |

|  | 2.88 % |

## Nebraska
|  | 57.69 % |

|  | 38.62 % |

|  | 3.63 % |

|  | 0.07 % |

## Nevada
|  | 50.41 % |

|  | 45.38 % |

|  | 1.57 % |

|  | 0.95 % |

|  | 0.95 % |

|  | 0.73 % |

## Nueva Jersey
|  | 54.01 % |

|  | 42.83 % |

|  | 0.79 % |

|  | 0.67 % |

|  | 0.63 % |

|  | 0.51 % |

|  | 0.29 % |

|  | 0.28 % |

## Nueva York
Múltiples partidos permitieron votar por ambas candidatas, siendo esto representado en la tabla con el resultado de cada partido y seguido de un recuento total de votos para dicho candidato.
|  | 61.98 % |

|  | 2.64 % |

|  | 1.64 % |

|  | 0.69 % |

|  | 66.96 % |

|  | 28.56 % |

|  | 4.06 % |

|  | 0.36 % |

|  | 32.98 % |

|  | 0.06 % |

## Nuevo México
|  | 54.09 % |

|  | 30.53 % |

|  | 15.38 % |

## Ohio
|  | 53.41 % |

|  | 46.57 % |

|  | 0.02 % |

## Pensilvania
|  | 55.73 % |

|  | 42.60 % |

|  | 1.02 % |

|  | 0.62 % |

|  | 0.03 % |

## Rhode Island
|  | 61.44 % |

|  | 38.33 % |

|  | 0.22 % |

## Tennessee
|  | 54.71 % |

|  | 43.92 % |

|  | 0.42 % |

|  | 0.39 % |

|  | 0.23 % |

|  | 0.15 % |

|  | 0.10 % |

|  | 0.09 % |

## Texas
|  | 50.89 % |

|  | 48.33 % |

|  | 0.78 % |

## Utah
|  | 62.59 % |

|  | 30.91 % |

|  | 2.71 % |

|  | 2.60 % |

|  | 1.20 % |

|  | 0 % |

## Vermont
|  | 67.36 % |

|  | 27.44 % |

|  | 1.34 % |

|  | 1.01 % |

|  | 0.82 % |

|  | 0.73 % |

|  | 0.43 % |

|  | 0.41 % |

|  | 0.34 % |

|  | 0.11 % |

## Virginia
|  | 57 % |

|  | 41 % |

|  | 1.84 % |

|  | 0.16 % |

## Virginia Occidental
|  | 49.57 % |

|  | 46.26 % |

|  | 4.17 % |

## Washington
|  | 58.31 % |

|  | 41.48 % |

|  | 0.21 % |

## Wisconsin
|  | 55.36 % |

|  | 44.53 % |

|  | 0.11 % |

## Wyoming
|  | 66.96 % |

|  | 30.10 % |

|  | 2.78 % |

|  | 0.16 % |